# Olivia Holm-Møller
Olivia Holm-Møller (født 5. november 1875 i Homå ved Grenaa, død 3. november 1970 i Rungsted) var en dansk billedhugger og maler.

## Baggrund
Olivia Holm-Møller gik først på Emilie Mundts og Marie Luplaus tegneskole, før hun blev optaget på Det Kongelige Danske Kunstakademi i 1901, hvor hun studerede under professorerne August Saabye, Viggo Johansen og Sigurd Wandel. I 1910 forlod hun dog akademiet uden at have taget afgang. Gennem hele sit liv rejste Olivia Holm-Møller meget; før Anden Verdenskrig i Europa, men efter krigen udvidede hun rejseaktiviteterne til hele verden. Især den senere del af hendes produktion er præget af dette udsyn. Olivia Holm-Møller arbejdede isoleret; hun var ikke med i nogen kunstnersammenslutning eller havde noget udvidet netværk blandt kollegaer. Dog rejste hun sammen med kunstneren Jens Nielsen (1891–1978). Efter begges død blev der oprettet et fælles museum for de to, Jens Nielsen & Olivia Holm-Møller Museet i Holstebro, senere en afdeling af Holstebro Kunstmuseum, inden afdelingen blev nedlagt i 2013; Holm-Møllers værker derfra indgår nu i Holstebro Kunstmuseums samlinger.

## Kunstnerisk praksis
Olivia Holm-Møller var billedhugger, maler og grafiker. I begyndelsen af sit kunstneriske virke arbejdede hun som billedhugger, men opgav med tiden skulpturen til fordel for maleri og træsnit. Hendes malerier er stærkt koloristiske og behandlingen af motiver er ekspressiv og symbolsk. Olivia Holm-Møllers motiver omhandler ofte religiøse eller eksistentielle temaer.

## Udstillinger
Olivia Holm-Møller havde sin debut på Charlottenborg Forårsudstilling (1908) og udover at deltage i mange gruppeudstillinger i sin levetid, nåede hun at have 20 separatudstillinger alene i Den Frie Udstillingsbygning (1916–68). Af andre separatudstillinger i hendes levetid kan nævnes: Århus Kunstforening (1951), Tokanten, Kbh. (1952), Vejle Museum (1960). Efter sin død har hun haft udstillinger på Sophienholm (1978) og Silkeborg Kunstmuseum (1985). I de senere år har der været en fornyet interesse for hendes (og andre kvindelige modernisters) kunst i den danske museumsverden, fx Tre stærke – Ebba Carstensen, Anna Klindt Sørensen og Olivia Holm-Møller (Kunsthallen Brandts Klædefabrik, 2002); Farveskriget (Gl. Holtegaard, 2006); Moderne kvinder. Kvindelige malere i Norden (Kunstforeningen Gl. Strand, Göteborgs Kunstmuseum, Trondheim Kunstmuseum, 2006); Olivias verden (Holstebro Kunstmuseum, 2015).

## Repræsenteret
Statens Museum for Kunst; Holstebro Kunstmuseum; Vejlemuseerne (Kunst); Esbjerg Kunstmuseum; Museum Jorn; ARoS Aarhus Kunstmuseum; Ribe Kunstmuseum;Fuglsang Kunstmuseum; Museum Sønderjylland; BRANDTS – Museum for kunst og visuel kultur; KUNSTEN – Museum for Modern Art Aalborg; Arbejdermuseet; Sorø Kunstmuseum; Vejen Kunstmuseum.

## Udsmykninger
Østre Kirkegård, Vejle; Askov Højskole; Aarhus Katedralskole; Kvinderegensens Kollegium.

## Legater
- Hielmstierne-Rosencrone, 1906, 1911–12
- Akademiet 1908-10, 1913- 14, 1921, 1924, 1930, 1951
- Eibeschütz’ Pris, 1923, 1931
- Tagea Brandts Rejselegat, 1940
- P. A Schou, 1953
- Den Frie Udstillings Kunstnerlegat, 1962